# 争取行动左翼联合运动
争取行动左翼联合运动（希腊语：Κίνηση για την Ενότητα Δράσης της Αριστεράς）是希腊的一个已不存在的共产主义政党。该党成立于2000年，分裂自希腊共产党。它的意识形态是共产主义、马克思列宁主义。它的政治立场是极左翼。它的领导人是Yiannis Theonas。该党曾参加激进左翼联盟。2019年，该党解散。